# Pietro Bazan
Pietro Bazan (Palermo, 3 gennaio 1915 – Palermo, 8 febbraio 1974) è stato un calciatore e allenatore di calcio italiano, di ruolo centrocampista.

## Carriera
Ala, ha esordito in Serie A con la maglia del Palermo il 18 giugno 1933 in Napoli-Palermo (5-0).
Ha giocato nella massima serie anche con la maglia del Modena.

## Palmarès

### Giocatore

#### Competizioni nazionali
- Campionato italiano Serie C: 1

Palermo-Juventina: 1941-1942
- Campionato siciliano: 1

Palermo: 1945